# Transat anglaise 1996
Navigation
Édition précédente Édition suivante
La Transat anglaise 1996 est la dixième édition de la transat anglaise, avec 58 concurrents au départ et 32 à l'arrivée.
La course s'appelle maintenant l'Europe 1 STAR. Il n'y a aucun nouveau trimaran cette année-là, à l'exception de Banque Populaire, mais de nombreux monocoques 60 pieds qui préparent le Vendée Globe.
Francis Joyon crée la surprise en suivant une route très nord, qui lui permet d'avoir jusqu'à 300 milles d'avance sur la flotte, au niveau de Terre-Neuve. Mais il chavire au large de la Nouvelle-Écosse. La victoire revient à Loïck Peyron, comme 4 ans auparavant.

## Classement
| pos. | Skipper                       | Bateau                       | Type/ LOA (ft) | Temps            | Pénalité |
| ---- | ----------------------------- | ---------------------------- | -------------- | ---------------- | -------- |
| 1er  | Loïck Peyron France           | Fujicolor II                 | Trimaran 60    | 10 j 10 h 05 min |          |
| 2e   | Paul Vatine France            | Région Haute Normandie       | Trimaran 60    | 10 j 13 h 05 min |          |
| 3e   | Michael Birch Canada          | Biscuits la Trinitaine       | Trimaran 60    | 14 j 12 h 05 min |          |
| 4e   | Gerry Roufs Canada            | Groupe LG 2                  | Mono 60        | 15 j 14 h 50 min |          |
| 5e   | Giovanni Soldini Italie       | Telecom Italia               | Mono 50        | 15 j 18 h 29 min |          |
| 6e   | Josh Hall Royaume-Uni         | Gartmore Investment Manager  | Mono 60        | 16 j 15 h 56 min |          |
| 7e   | Vittorio Malingri Italie      | Anicaflash                   | Mono 60        | 16 j 19 h 24 min |          |
| 8e   | Hervé Laurent France          | Groupe LG 1                  | Mono 60        | 17 j 00 h 55 min |          |
| 9e   | Éric Dumont France            | Café Legal Le Gout           | Mono 60        | 17 j 01 h 11 min |          |
| 10e  | Catherine Chabaud France      | Whirlpool - Vital - Europe 2 | Mono 60        | 17 j 06 h 43 min |          |
| 11e  | Pete Goss Royaume-Uni         | Aqua Quorum                  | Mono 50        | 17 j 08 h 08 min |          |
| 12e  | Trevor Leek Royaume-Uni       | Mollymawk                    | Trimaran 40    | 17 j 09 h 44 min |          |
| 13e  | Hervé Cléris France           | CLM                          | Trimaran 50    | 17 j 10 h 10 min |          |
| 14e  | Alan Wynne-Thomas Royaume-Uni | Elan Sifo                    | Mono 60        | 18 j 18 h 14 min |          |